# Monte Musinè
Der Monte Musinè ist ein 1150 m s.l.m. hoher Berg in den Alpen.

## Geografie

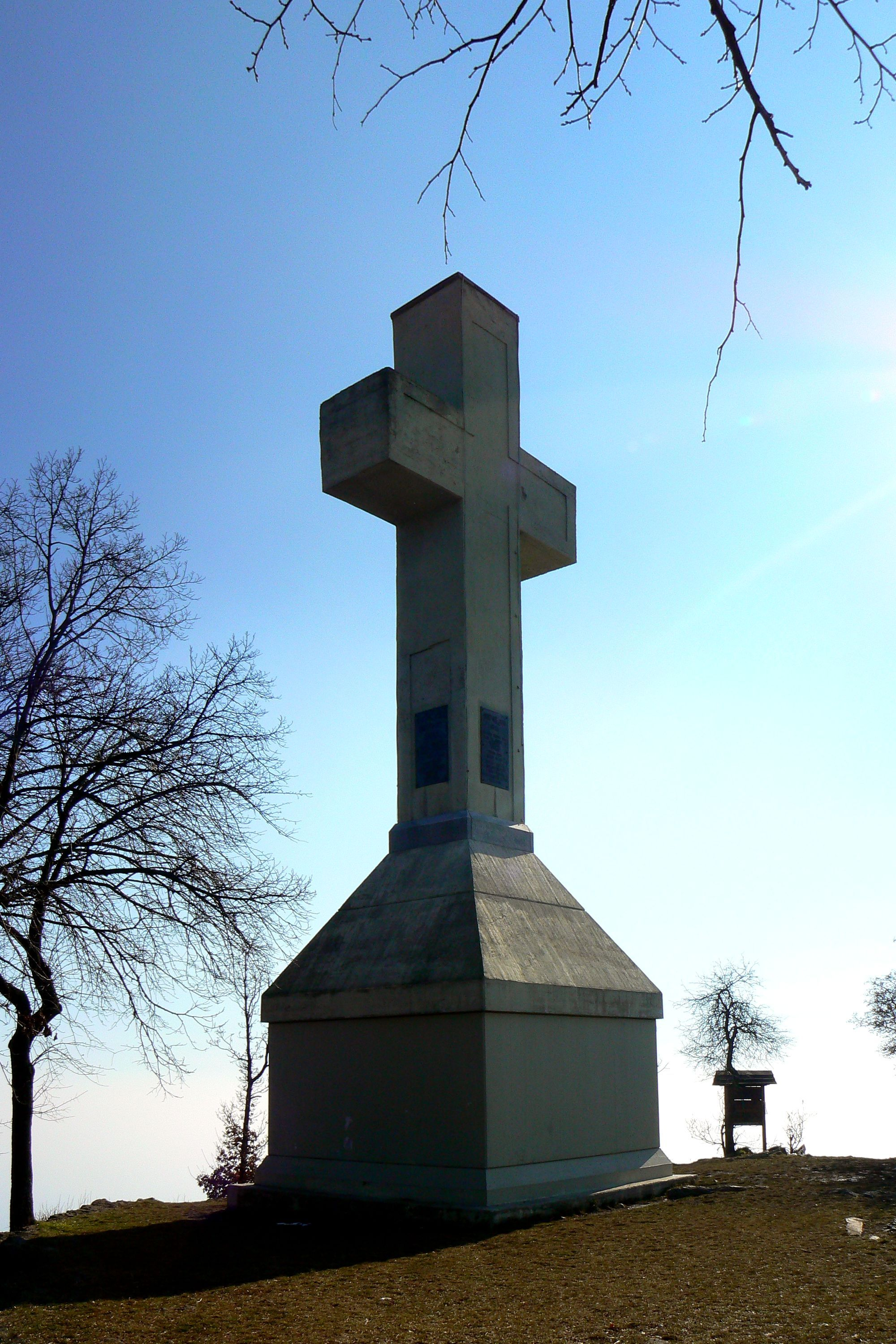
Gipfelkreuz

Der Monte Musinè liegt am Südrand der Grajischen Alpen auf der Grenze der norditalienischen Gemeinden Caselette, Almese und Val della Torre. Vom Gipfel des Musinè hat man einen Blick über die Stadt Turin, das Susatal und über die Berge Rocciamelone, Monte Viso und Monte Rosa.

## Geschichte
Seit 1901 steht auf dem Gipfel des Musinè ein großes Gipfelkreuz.

## Naturschutz
Der Berg ist seit 2003 ein Natura-2000-Gebiet von 1524 ha (Site code: IT1110081, name: Monte Musinè e Laghi di Caselette).